# كولن سميث (مؤرخ)
كولن سميث (بالإنجليزية: Colin Smith)‏ هو مؤرخ بريطاني، ولد في 1944.